# Kanton Clefmont
Der Kanton Clefmont war bis 2015 ein französischer Wahlkreis im Arrondissement Chaumont, im Département Haute-Marne und in der Region Champagne-Ardenne; sein Hauptort war Clefmont. Vertreter im Generalrat des Départements war zuletzt von 1970 bis 2015 ist Jean Schwab.
Der 17 Gemeinden umfassende Kanton Clefmont war 178,95 km² groß und hatte 1947 Einwohner (Stand: 2012).

## Gemeinden
| Gemeinde               | Einwohner Jahr | Fläche km² | Bevölkerungsdichte | Code INSEE | Postleitzahl |
| ---------------------- | -------------- | ---------- | ------------------ | ---------- | ------------ |
| Audeloncourt           | 89 (2013)      | –          | – Einw./km²        | 52025      | 52240        |
| Bassoncourt            | 67 (2013)      | –          | – Einw./km²        | 52038      | 52240        |
| Breuvannes-en-Bassigny | 690 (2013)     | –          | – Einw./km²        | 52074      | 52240        |
| Buxières-lès-Clefmont  | 25 (2013)      | –          | – Einw./km²        | 52085      | 52240        |
| Choiseul               | 87 (2013)      | –          | – Einw./km²        | 52127      | 52240        |
| Clefmont               | 204 (2013)     | –          | – Einw./km²        | 52132      | 52240        |
| Cuves                  | 23 (2013)      | –          | – Einw./km²        | 52159      | 52240        |
| Daillecourt            | 85 (2013)      | –          | – Einw./km²        | 52161      | 52240        |
| Longchamp              | 74 (2013)      | –          | – Einw./km²        | 52291      | 52240        |
| Mennouveaux            | 69 (2013)      | –          | – Einw./km²        | 52319      | 52240        |
| Merrey                 | 114 (2013)     | –          | – Einw./km²        | 52320      | 52240        |
| Millières              | 110 (2013)     | –          | – Einw./km²        | 52325      | 52240        |
| Noyers                 | 71 (2013)      | –          | – Einw./km²        | 52358      | 52240        |
| Perrusse               | 39 (2013)      | –          | – Einw./km²        | 52385      | 52240        |
| Rangecourt             | 68 (2013)      | –          | – Einw./km²        | 52416      | 52140        |
| Thol-lès-Millières     | 36 (2013)      | –          | – Einw./km²        | 52489      | 52240        |

## Bevölkerungsentwicklung
| 1962 | 1968 | 1975 | 1982 | 1990 | 1999 | 2006 |
| ---- | ---- | ---- | ---- | ---- | ---- | ---- |
| 2410 | 2766 | 2514 | 2297 | 2096 | 2065 | 2031 |